# 학식을 뽐내는 여인들

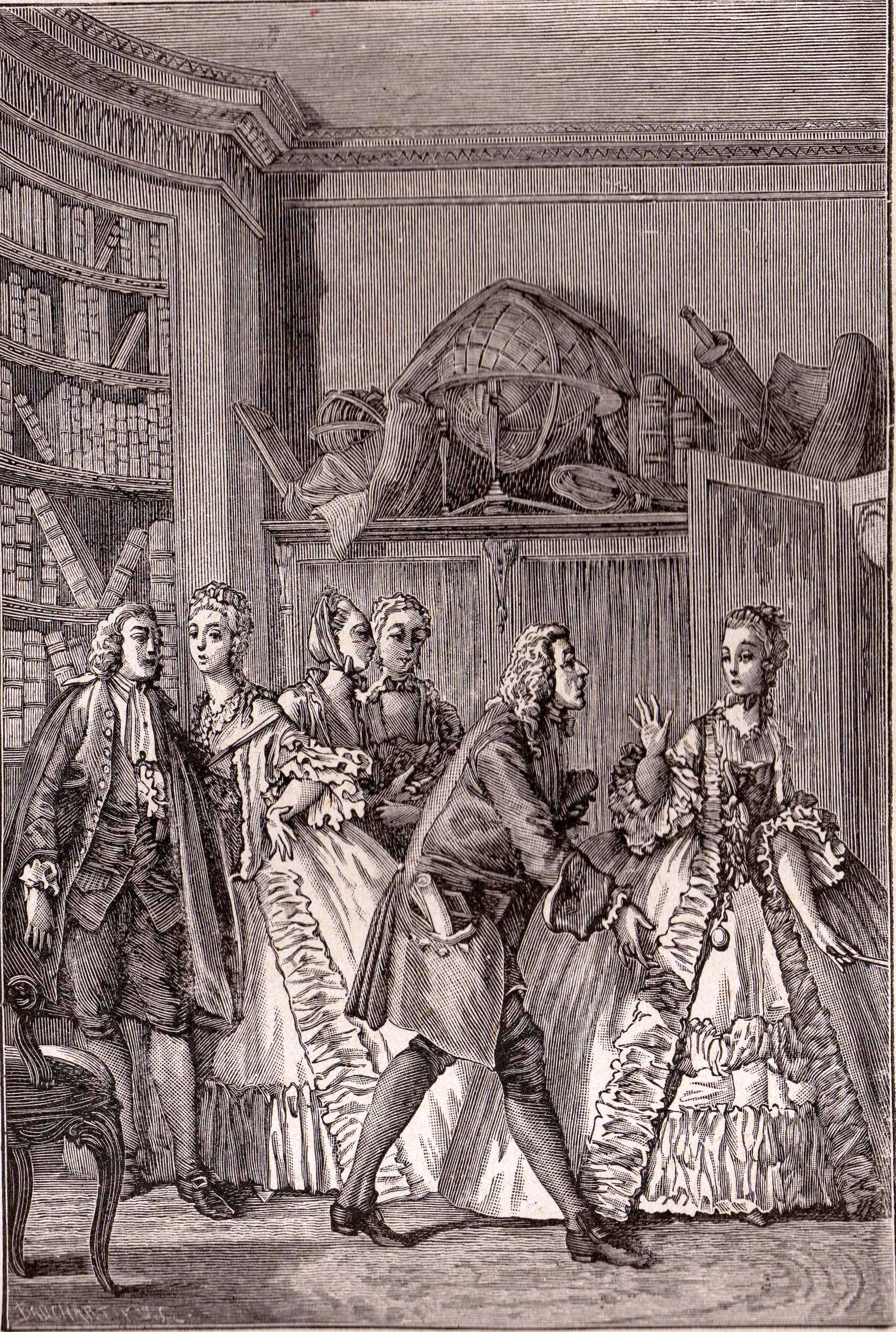

《학식을 뽐내는 여인들》(Les Femmes savantes)은 도시 부르주아의 허영과 과시욕을 풍자한 몰리에르의 마지막 5막극이다. 17세기 프랑스의 대표적인 풍자극인 이 작품은 학문에 맹목적으로 집착하며 겉치레뿐인 현학자들에게 눈이 멀었던 파리 부르주아 여성들의 허영심을 비웃고 있다. 학문이 진리 탐구의 대상이 아니라 사람의 등급을 매기는 수단으로 전락한 오늘날 배움의 진정한 목적을 성찰하게 하는 작품이다.

## 배경
17세기 프랑스 고전극을 대표하는 작가들 가운데 코르네유가 국가적인 대의명분이나 이성과 같은 남성 중심의 가치를 강조한 비극을 주로 집필했다면, 라신은 정념에 사로잡혀 파국으로 치닫는 여성의 심리묘사에 능하다는 평가를 받는다. 비극에서 걸작을 양산한 두 작가에 비해 희극에서 두드러진 성과를 거둔 몰리에르는 남성이나 여성 어느 한쪽으로만 편향된 극작 성향을 보여 주지 않는다. 30편에 가까운 몰리에르의 작품 목록에서 여성이 제목에 사용된 예는 모두 여섯 편이고, 그중 가정과 사회를 배경으로 여성의 문제를 본격적으로 다룬 작품은 세 편이다. 특히 1672년에 발표된 ＜학식을 뽐내는 여인들＞은 5막 구성의 운문이라는 고전극의 기본적인 형식을 마지막으로 사용한 작품이라는 상징성을 갖는다.
몰리에르 희극에 등장하는 여성들의 문제를 언급할 때 빼놓을 수 없는 주제가 바로 프레시오지테[(Préciosité): 재치 있고 세련된 것을 지향하는 17세기의 사회적이며 문학적인 경향] 경향이다. 세련된 풍속과 예절을 지향하는 프레시오지테 경향은 고상하고 다듬어진 언어와 이상적인 사랑을 추구하며 문학에도 적지 않은 파장을 끼쳤다. 소설에서 장편 연애소설이 이 경향을 반영한다면, 연극의 경우 몰리에르의 ＜학식을 뽐내는 여인들＞은 ＜우스꽝스러운 재녀들＞과 더불어 이 경향의 부정적인 측면을 희화화한 대표작이다.
1659년에 초연된 ＜우스꽝스러운 재녀들＞은 단막극임에도 불구하고 몰리에르가 왕실의 신임과 대중의 호응을 얻는 데 크게 기여한 작품이다. 소설적인 연애를 꿈꾸는 처녀들이 갖는 결혼에 대한 막연한 거부감이나, 사회적으로 같은 계층에 있는 사람을 배격하고 맹목적으로 상류층을 동경하는 속물적인 태도 등이 바로 몰리에르가 부각하려는 대목이다.
그로부터 13년 뒤 발표된 ＜학식을 뽐내는 여인들＞은 여러 측면에서 작가의 성숙한 변화를 보여 준다. 전자가 단막극에 불과했다면 후자는 5막으로 구성되었다. 작품 무대는 여전히 파리지만 시골뜨기 처녀들이 등장한 ＜우스꽝스러운 재녀들＞과 달리 ＜학식을 뽐내는 여인들＞에는 중년의 필라맹트와, 시누이 벨리즈, 장녀 아르망드가 등장해 다양한 포부를 피력한다. 게다가 ＜우스꽝스러운 재녀들＞에서 하인들이 펼친 즉흥 연기와 달리 ＜학식을 뽐내는 여인들＞에 등장하는 두 명의 문인 트리소탱과 바디우스의 대결은 ＜인간 혐오자＞에 등장하는 알세스트와 오롱트의 대결 이후 가장 관심을 고조시킨 사교계 인사라고 볼 수 있다.
＜학식을 뽐내는 여인들＞에 등장하는 아르망드와 앙리에트는 같은 부모를 둔 형제이면서도 결혼 문제에 있어 상반된 견해를 드러낸다. 모친 필라맹트로부터 학문에 대한 열정을 물려받은 장녀 아르망드는 결혼에 대해 극도로 부정적인 견해를 피력한다. 여성이 결혼을 하면 남편과 아이들을 돌보는 가사에 얽매여 학문을 비롯한 정신 활동을 제한받게 된다는 것이 그녀의 주장이다. 게다가 결혼이 남녀의 육체적 결합을 전제하므로 육체를 죄악시하며 정신세계를 추구하려는 자신의 기대와 화합할 수 없다는 것이 그녀의 논리다. 이에 반해 동생 앙리에트는 부부 간의 애정과 자녀 양육이 주는 소박한 행복을 옹호하면서 육체의 결합이야말로 생명의 탄생을 가능케 한다는 반론을 제기한다.
＜우스꽝스러운 재녀들＞과 ＜학식을 뽐내는 여인들＞에서 몰리에르가 보여 준 입장으로 그는 자칫 여성 전체를 무시하는 작가로 오해받기도 한다. 그러나 ＜아내들의 학교＞에서는 결혼을 통해 여성을 억압하려는 남자들의 그릇된 편견을 고발하는 대목도 있어 그가 남성 우월주의에 사로잡힌 인물이 아니라는 단서를 확인할 수 있다. 이와 같은 반대 사례에도 불구하고 당대 파리의 사교계와 일부 연극인들은 몰리에르를 공공의 적으로 규정해 이른바 ＜아내들의 학교＞ 논쟁을 촉발하기도 했다. 그런 차원에서 ＜학식을 뽐내는 여인들＞은 몰리에르의 여성관이 집약된 작품으로 볼 것이 아니라 프레시오지테 경향의 부정적인 측면을 과장하고 희화화한 작품으로 평가하는 것이 적절한 해석이다.